# Microrregión de Piancó
La microrregión de Piancó es una de las  microrregiones del estado brasileño de la Paraíba perteneciente a la mesorregión  Sertón Paraibano. Su población fue estimada en 2006 por el IBGE en 69.538 habitantes y está dividida en nueve municipios. Posee un área total de 3.285,713 km².

## Municipios
- Aguiar
- Catingueira
- Coremas
- Emas
- Igaracy
- Nova Olinda
- Olho d'Água
- Piancó
- Santana dos Garrotes

- Datos: Q1911667
- Multimedia: Piancó / Q1911667